# گابریل گودماندسون
گابریل گودماندسون (زاده ۲۹ آوریل ۱۹۹۹) یک فوتبالیست حرفه‌ای سوئدی است که در پست دفاع چپ برای باشگاه لیل در لیگ ۱ فرانسه بازی می‌کند.

## حرفه باشگاهی
در ۳۱ آگوست ۲۰۲۱، گودموندسون قراردادی پنج ساله با لیل فرانسه امضا کرد.

## زندگی شخصی
گابریل پسر نیکلاس گودموندسون بازیکن سابق سوئد و بلکبرن روورز است.

## آمار شغلی

### باشگاه
تا تاریخ 14 July 2021.
| باشگاه       | فصل     | لیگ         | لیگ      | لیگ   | جام      | جام   | قاره     | قاره  | دیگر     | دیگر  | جمع      | جمع   |
| باشگاه       | فصل     | بخش         | برنامه‌ها | اهداف | برنامه‌ها | اهداف | برنامه‌ها | اهداف | برنامه‌ها | اهداف | برنامه‌ها | اهداف |
| ------------ | ------- | ----------- | -------- | ----- | -------- | ----- | -------- | ----- | -------- | ----- | -------- | ----- |
| Halmstads BK | ۲۰۱۶    | سوپرتن      | ۱۷       | ۰     | ۱        | ۰     | –        | –     | ۲        | ۰     | ۲۰       | ۰     |
| Halmstads BK | ۲۰۱۷    | Allsvenskan | ۲۵       | ۴     | ۲        | ۱     | –        | –     | –        | –     | ۲۷       | ۵     |
| Halmstads BK | ۲۰۱۸    | سوپرتن      | ۲۸       | ۹     | ۳        | ۱     | –        | –     | –        | –     | ۳۱       | ۱۰    |
| Halmstads BK | ۲۰۱۹    | سوپرتن      | ۱۰       | ۱     | ۴        | ۱     | –        | –     | –        | –     | ۱۴       | ۲     |
| Halmstads BK | جمع     | جمع         | ۸۰       | ۱۴    | ۱۰       | ۳     | -        | -     | ۲        | ۰     | ۹۲       | ۱۷    |
| گرونینگن     | ۲۰۱۹–۲۰ |             | ۱۱       | ۲     | ۰        | ۰     | –        | –     | -        | -     | ۱۱       | ۲     |
| گرونینگن     | ۲۰۲۰–۲۱ | Eredivisie  | ۲۳       | ۰     | ۰        | ۰     | –        | –     | -        | -     | ۲۳       | ۰     |
| گرونینگن     | جمع     | جمع         | ۳۴       | ۲     | ۰        | ۰     | -        | -     | -        | -     | ۳۴       | ۲     |
| کل حرفه      | کل حرفه | کل حرفه     | ۱۱۴      | ۱۶    | ۱۰       | ۳     | ۰        | ۰     | ۲        | ۰     | ۱۲۶      | ۱۹    |